# Hanne Van Bossele
Hanne Van Bossele, née le 28 février 1989 , est une judokate belge qui évolua d'abord dans la catégorie des moins de 57 kg (poids légers), puis dans la catégorie des moins de 52 kg (mi-légers). Elle est membre du Judoschool de Zottegem dans la province de Flandre-Orientale.

## Palmarès
En 2009, Hanne Van Bossele a remporté 2 tournois d'European Cup, l'Open de Sarajevo et le British Open de Londres.

Elle a été championne de Belgique en U17 en 2004, en U20 en 2007 et en sénior en 2010 :
| Chpt de Belgique sénior | Chpt de Belgique sénior | 2007 | 2008 | 2009 | 2010 | 2011 |
| ----------------------- | ----------------------- | ---- | ---- | ---- | ---- | ---- |
| mi-légers               | -52 kg                  |      |      |      | 1er  | 3e   |
| poids légers            | -57 kg                  | 2e   | -    | 2e   |      |      |